# Domjüchsee

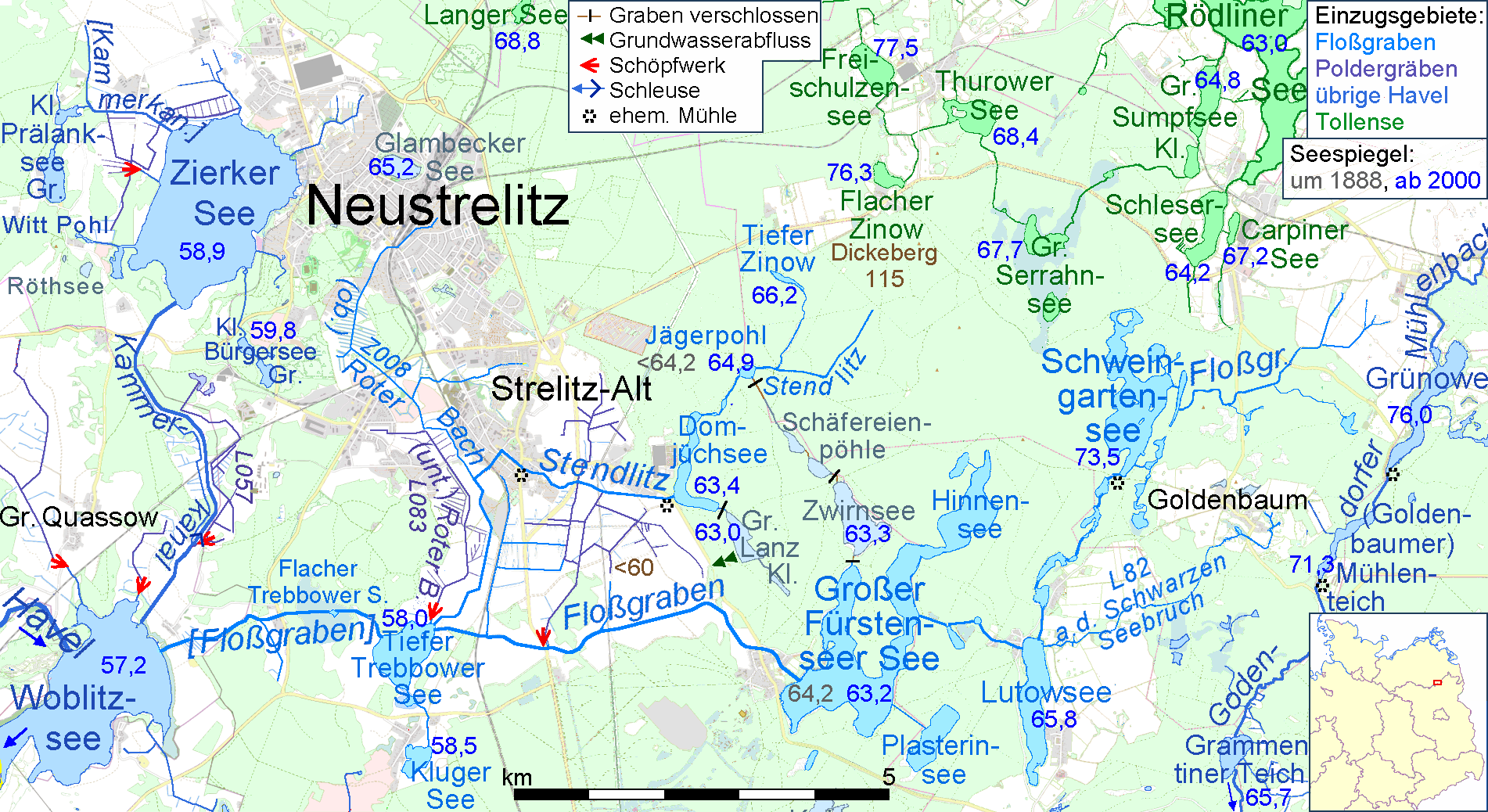
Der Domjüchsee im Verlauf des Stendlitz, südöstlich von Neustrelitz

Der Domjüchsee ist ein natürlicher See im Verlauf der Stendlitz im Einzugsgebiet des Havelzuflusses Floßgraben. Er liegt östlich des Neustrelitzer Stadtteils Strelitz-Alt im Landkreis Mecklenburgische Seenplatte und gehört geografisch als See des Neustrelitzer Kleinseenlandes zur Mecklenburger Seenplatte.

## Gestalt des Sees
Der See ist ein eiszeitlicher Rinnensee (26,7 ha groß) mit einem hohen Steilufer an der Ostseite. Die Domjüch weist eine Zweiteilung auf. Der nördliche, nur etwa zwei Meter tiefe See ist durch eine schmale Verbindung mit dem L-förmigen südlichen Teil verbunden. Dieser ist bis zu fünf Meter tief. Der See hat eine Länge von etwa 1700 Metern und eine Breite von etwa 170 Metern.

## Domjüchmühle
Die Domjüchmühle lag am Ausfluss der Stendlitz aus dem See. Erstmals erwähnt wurde sie 1508. Als Getreidemühle war sie bis etwa 1870 in Betrieb, als Sägemühle noch bis Ende des Jahrhunderts.
Zur Verbesserung ihrer Leistungsfähigkeit wurde der im Jägerpohl auch Wasser aus den Schäfereienpöhlen, dem Zwirnsee, dem Großen Fürstenseer See und dessen Zuflüssen zugeleitet. Im 18. Jahrhundert wurden auch Strömungshindernisse in der abfließenden Stendlitz beseitigt.

## Ehem. Badeanstalt
Am Ostufer des Sees befand sich früher die Altstrelitzer Badeanstalt. Mehrzweckgebäude, Sanitäranlagen und Gaststättengebäude wurden rückgebaut. Heute ist dort das Baden an einer offiziellen Badestelle möglich. Die Steganlage (s. Abb.) wurde abgerissen.
Im August 2010 fand an der Badestelle ein Rockkonzert statt. Für die Zeit des Konzertes wurde eine Bühne in unmittelbarer Ufernähe errichtet.

## Wüstung Domjüch
Der Domjüchsee erhielt seinen Namen nach dem in den märkischen Fehden untergegangenen, heute als Wüstung bezeichneten Dorf Domjüch (1349 Domiuche, 1569 Domjücher Mühle, 1599 Daumjuch). Der Ortsname entstammt der polabischen Sprache, die zur Zeit der slawischen Besiedlung hier gesprochen wurde. Er wird von dem altslawischen Bewohnernamen Domjuchy (Pl.) abgeleitet, dessen Bedeutung sich heute nicht mehr erschließen lässt. Dieser setzt sich aus den altpolabischen Wörtern dom (dt. Haus) und jucha (dt. Suppe, Brühe) zusammen. Albrecht Greule interpretiert den Namen als 'Leute des *Domajuch (Personenname)'.

## Landesirrenanstalt Domjüch
Am Westufer der Domjüch wurde 1902 die Großherzogliche Mecklenburg-Strelitzsche Landesirrenanstalt Domjüch als psychiatrische Klinik für Mecklenburg-Strelitz in Betrieb genommen. Heute sind nur noch die restaurierte Kapelle und Ruinen der Anstaltsgebäude erhalten.  1934 in Heil- und Pflegeanstalt Domjüch umbenannt, war die Anstalt Übergangsstation bei den Euthanasiemorden in der NS-Zeit. Ab Frühjahr 1943 wurde der Gebäudekomplex als Tuberkuloseheilstätte genutzt. Nach Ende des Zweiten Weltkrieges erfolgte bis 1993 die militärische Nutzung des Geländes durch die Gruppe der Sowjetischen Streitkräfte in Deutschland. Ein Verein bietet heute neben Veranstaltungen in der Kapelle, Ausstellungen und Führungen an.